# 天主教克利夫頓教區
天主教克利夫頓教區（拉丁語：Dioecesis Cliftoniensis）是英國英格蘭一個羅馬天主教教區。包括布里斯托爾、薩默塞特郡、威爾特郡和格洛斯特郡。屬伯明翰總教區。主教座堂位於布里斯托爾的克利夫頓。
2011年，有198,300名教友，估轄區總人口9.4%，有107個堂區、148名司鐸、55名終身執事、54名修士、112名修女。現任主教為迪克蘭·朗格。
1688年自英格蘭代牧區設西英格蘭代牧區，本區亦位於此。1850年分為兩個教區，即本教區和普利茅斯教區。